# Рока Кантерано
Ро̀ка Кантера̀но (на италиански: Rocca Canterano) е село и община в Централна Италия, провинция Рим, регион Лацио. Разположено е на 745 m надморска височина. Населението на общината е 202 души (към 2010 г.).